# Juan Calatayud
Juan Jésus Calatayud Sánchez (* 21. Dezember 1979 in Málaga) ist ein ehemaliger spanischer Fußballspieler.

## Spielerkarriere
Juan Calatayud startete seine Karriere als Fußballer beim B-Team des FC Málaga aus seiner andalusischen Heimatstadt. Dort spielte er als Stammtorwart drei Jahre lang von 2000 bis 2003, wurde nach dem Aufstieg in Spaniens 2. Liga im Sommer 2003 in die erste Mannschaft befördert. Dort sollte er in den kommenden beiden Spielzeiten jeweils die Hälfte der Spiele für seine Mannschaft bestreiten.
Da er sich nun mehr Einsätze erhoffte, wechselte Calatayud 2005 zum Liga-Rivalen FC Getafe, doch dort durfte er nur 13 Spiele in der folgenden Saison bestreiten. Einen neuen Anlauf wagte der Andalusier im Jahr 2006 mit dem Wechsel zu Racing Santander. Dort war er zunächst zweiter Torwart und kam 2006/07 immerhin auf sieben Einsätze, ehe er 2007/08 gar zum dritten Torwart abstieg nach der Verpflichtung des Schweizer Nationalkeepers Fabio Coltorti.
Im Sommer 2008 verließ er schließlich die Kantabrier, um einen Vertrag beim damaligen Zweitligisten Hércules Alicante zu unterschreiben. Nach mehreren Vereinswechseln beendete er 2017 seine Karriere bei Antequara CF.

## Erfolge
- 2002/03 – Aufstieg mit FC Málaga B in die Segunda División